# 中川亜紀子LUCKY FARM
『中川亜紀子LUCKY FARM』（なかがわあきこラッキーファーム）は、1997年4月8日から1999年6月29日まで東海ラジオ放送で放送されていたアニラジである。通称はラッキーファーム。2021年3月1日から配信開始の中川亜紀子LUCKY FARM+についても記載する。

## 概要
- パーソナリティ：中川亜紀子
- 放送期間：1997年4月8日〜1999年6月29日
- 放送時間：
  - 毎週火曜日23:30〜24:00（1997年4月8日〜1998年3月31日）
  - 毎週火曜日24:30〜25:00（1998年4月7日〜1999年6月29日）
  - 1998年8月25日には、東海ラジオ第6スタジオ（当時）から24:00〜25:00の1時間生放送を行った。
- 中川亜紀子は「さるぽぽ村」という架空の村にある「LUCKY FARM」という農場の社長という設定で、リスナーはそれぞれ適当な職業を称していたようである。
- ハガキを読む際、リスナーのペンネーム・住所の他に、血液型・星座・前述の職業（実際の職業ではない）も紹介することがあった。
- 投稿されたハガキは比較的長期間ストックされていたようである。
- 1999年3月20日には東海ラジオ40周年記念事業の一環としてアルバムCD『中川亜紀子 LUCKY FARM〜I.O.〜』がソニー・ミュージックから発売された。
- 締めの言葉は「また来週この時間にこの場所でね」であったが、最終回にもこのセリフと謎の休止宣言を残して番組は終了した。
- 2021年12月１日21時より、ツイキャス生配信で復活放送されることが、2021年11月３日に告知された。
- 2021年1月から2月上旬にかけて、中川亜紀子LUCKY FARMの復活配信のクラウドファンディングが行われ、2021年3月1日より、中川亜紀子LUCKY FARM+として配信されることとなった。アドレスは、https://kotori-voice.jp/podcast/luckyfarmplus/

- しりとりペンネーム
  - 冒頭コーナー。番組に送られてきたハガキのペンネームでしりとりをするというもの。
- ナビゲーションシート
  - しりとりペンネームに続いて、冒頭で行われるコーナー。リスナーから送られてきたイラストから1枚を選んで、その日の収録のナビゲーターとするもの。
- フレックスファーム
- リラクゼーションタイム
- リスナーさんからリスナーさんへ
  - ペンネームしか知らないようなリスナー同士が、放送を通じてコミュニケーションするという目的のコーナー。

## エピソード
- 8月25日は後付ではあるがラッキーファーム記念日と呼ばれた。1997年はナガシマスパーランドで公開録音が行われ、1998年は1時間の生放送が行われたため。
- 上記1997年の公開録音前に「水着甲子園」と題した期間限定コーナーが存在した。中川の出身が北海道であることを踏まえ、直前の夏の甲子園で南北北海道代表と青森代表のいずれかがベスト4に残ったら公開録音で水着なるというものであったが、いずれも残ることはなかった。なお、公開録音はプールサイドで行われたため非常に暑かったらしく、「これだったら、水着でも良かったな」と爆弾発言をした。なお、実際の夏の甲子園において北海道が優勝したのはその8年後、2005年の駒大苫小牧の初優勝であった。

| 東海ラジオ放送 火曜23:30 - 24:00 | 東海ラジオ放送 火曜23:30 - 24:00                      | 東海ラジオ放送 火曜23:30 - 24:00          |
| 前番組                           | 番組名                                                | 次番組                                    |
| -------------------------------- | ----------------------------------------------------- | ----------------------------------------- |
| 魔法使い隊の子ッ!                | 中川亜紀子LUCKY FARM （1997年4月8日 - 1998年3月31日） | ぷるぷるMagicモンスター （21:00 - 24:00） |
| 東海ラジオ放送 火曜24:30 - 25:00 |                                                       |                                           |
| 夜なのにサンライズ               | 中川亜紀子LUCKY FARM （1998年4月7日 - 1999年6月29日） | ミュージックフリーク                      |